# Campagne de Virginie-Occidentale
Batailles
Campagne de Virginie-Occidentale
- Philippi
- Rich Mountain
- Corrick's Ford
- Kessler's Cross Lanes
- Carnifex Ferry
- Cheat Mountain
- Greenbrier River
- Camp Alleghany

La campagne de Virginie-Occidentale, aussi appelée opérations en Virginie-Occidentale, s'est déroulée de mai à décembre 1861 pendant la guerre de Sécession. Les forces de l'Union sous le commandement du major général George B. McClellan envahissent la partie occidentale de la Virginie ; cette région occupée par l'Union deviendra par la suite l'État de Virginie-Occidentale. Bien que les forces confédérées mèneront plusieurs raids dans la région jusqu'à la fin de la guerre, elles ne seront jamais en mesure de réoccuper l'État.
La Virginie-Occidentale est une source importante de minerais dont ont besoin les confédérés pour la production d'armes et de munitions. Elle a aussi plusieurs routes et routes à péages qui donnera l'accès à l'Union au Tennessee, à la Caroline du Nord, et à la vallée de la Shenandoah, pendant que la voie ferrée de Baltimore and Ohio Railroad dans le nord de la région offre la connexion des États de l'Est avec le Midwest.

## Contexte

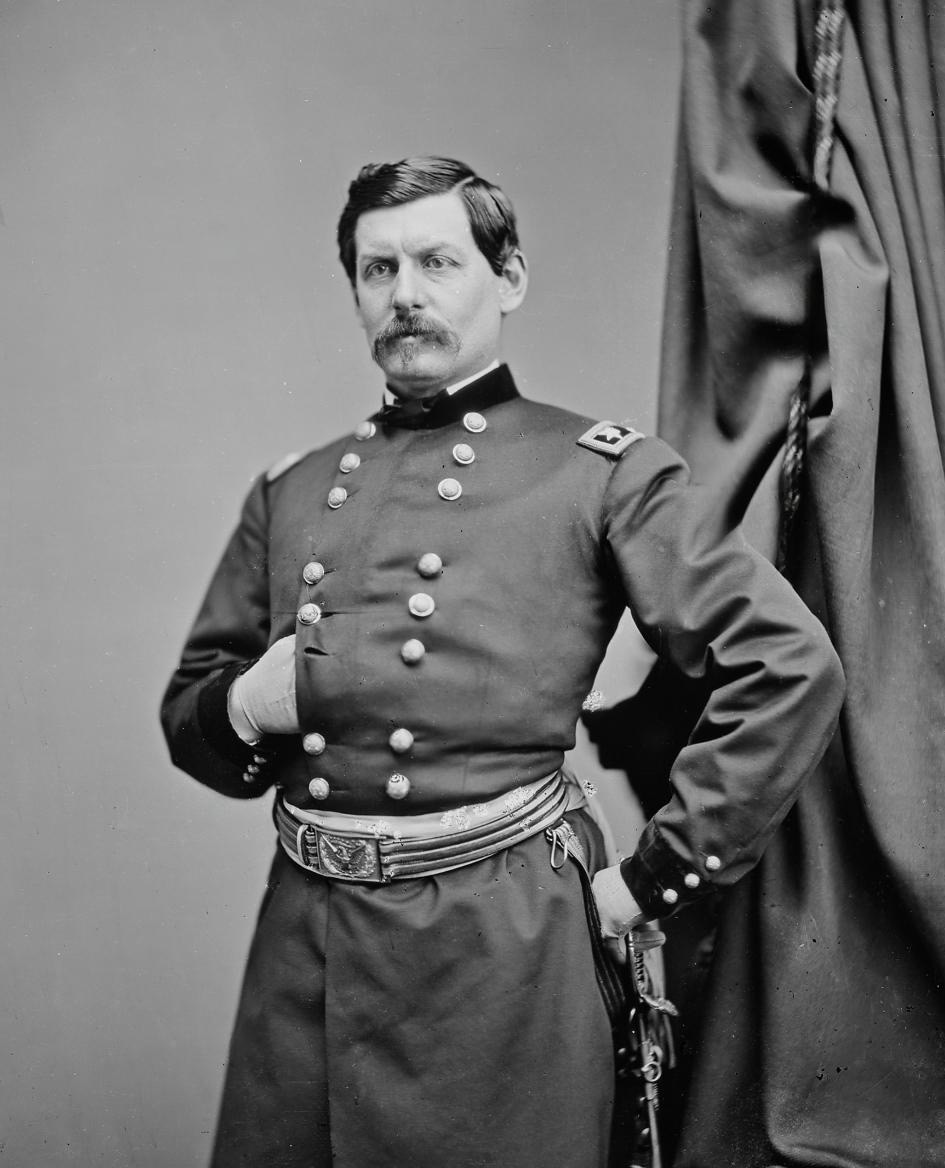
George B. McClellan, commandant de l'Union en Virginie-Occidentale de mai à juin 1861.

En avril 1861, la convention de l'État de Virginie vote la sécession et rejoint la Confédération. Néanmoins, il y a plus d'opposition à cette action dans les comtés occidentaux de l'État, qui sont économiquement plus proches aux États de l'ouest de la Pennsylvanie et de l'Ohio que de la Virginie orientale. À la suite du vote de la sécession à Richmond, John Carlile, un leader unioniste de Virginie-Occidentale, fait un meeting à Clarksburg qui appelle à l'organisation d'une convention à Wheeling le mois suivant pour déterminer quelles étapes « les personnes de Virginie-Occidentale devaient suivre dans cette situation d'urgence ». Pour organiser les forces de l'Union dans la région, George B. McClellan est nommé commandant du département de l'Ohio, couvrant l'Ohio, l'Indiana, l'Illinois, la Pennsylvanie, et la Virginie-Occidentale. Il rassemble plusieurs régiments levés en Ohio, Indiana, et Virginie-Occidentale et entre en Virginie au début de mai, se déplaçant le long de la voie ferrée de la Baltimore and Ohio Railroad et de la rivière Kanawha.
Les confédérés nomment plusieurs commandants pour organiser des troupes en Virginie-Occidentale : le colonel George A. Porterfield (en) dans le nord-ouest de la Virginie, et les brigadiers généraux John B. Floyd et Henry A. Wise dans la vallée de Kanawha. Cette structure de commandement divisée empêche les confédérés de coordonner leur réponse à l'invasion de l'Union ; de plus, le général Robert E. Lee, commandant les forces de la milice de Virginie, sous-estime la force du soutien unioniste en Virginie-Occidentale.

## Batailles

### Philippi
Le colonel confédéré Porterfield concentre une force de 775 nouvelles recrues dans la ville de Philippi pendant le mois de mai 1861. Le 3 juin 1861, une colonne de l'Union sous le commandement du brigadier général Thomas A. Morris lance une attaque sur deux axes sur le camp confédéré. Le confédérés ne tirent qu'une seule volée et retraitent vers la ville. Il n'y a que quelques blessés dans chaque camp.

### Rich Mountain and Laurel Hill
Le brigadier général confédéré Robert S. Garnett concentre une petite force autour de Laurel Hill et Rich Mountain. McClellan détache une petite force qui déborde et met en déroute l'aile gauche confédérée à Rich Mountain, ce qui laisse la principale force confédérée à Laurel Mountain isolée et oblige Garnett à retraiter.

### Corrick’s Ford
Pendant la retraite confédérée de Rich Mountain, Garnett déploie une petite force de tirailleurs dans un gué sur la rivière Cheat de façon à retarder la poursuite de l'Union. Cependant, Garnett est tué par une volée de l'Union, devenant ainsi le premier officier général des deux armées à mourir lors de la guerre. La force confédérée est mise en déroute.

### Kessler's Cross Lanes
La brigade confédérée de Floyd attaque un régiment de l'Union commandé par le colonel Erastus Tyler à Kessler’s Cross Lanes et le met en déroute, sécurisant temporairement l'est de la vallée de Kanawha Valley au profit des confédérés.

### Carnifax Ferry
Le brigadier général William S. Rosecrans prend trois brigades de Clarksburg et attaque la brigade de Floyd à Carnifex Ferry. Bien que les confédérés sont capables de repousser les attaques de l'Union, ils sont en infériorité numérique et sont obligés de retraiter dans la nuit.

### Cheat Mountain
Pendant l'été, l'armée de l'Union concentre ses forces pour protéger les principales voies de communication au travers de la Virginie-Occidentale. Le brigadier général Joseph J. Reynolds commande la garnison de l'Union à Cheat Mountain (en) qui est supposée protéger la route à péage de Staunton et Parkersburg (en). Lee tente de déloger cette force de la montagne avec un plan complexe impliquant plusieurs colonnes qui convergeront et encercleront la garnison. Cependant, un des commandants de brigade qui doit déclencher l'attaque retraite à la dernière minute, obligeant Lee à annuler l'offensive.

### Greenbrier River
Le brigadier général de l'Union Reynolds attaque les camps de la brigade de Henry R. Jackson mais est repoussé. À la suite d'un bombardement de l'artillerie, Reynolds se retire vers Cheat Mountain.

### Camp Allegheny
Le brigadier général de l'Union Robert H. Milroy attaque le camp Allegheny, où la principale force confédérée du colonel Edward Johnson est située en Virginie-Occidentale. Les soldats fédéraux sont repoussés.

## Conséquences

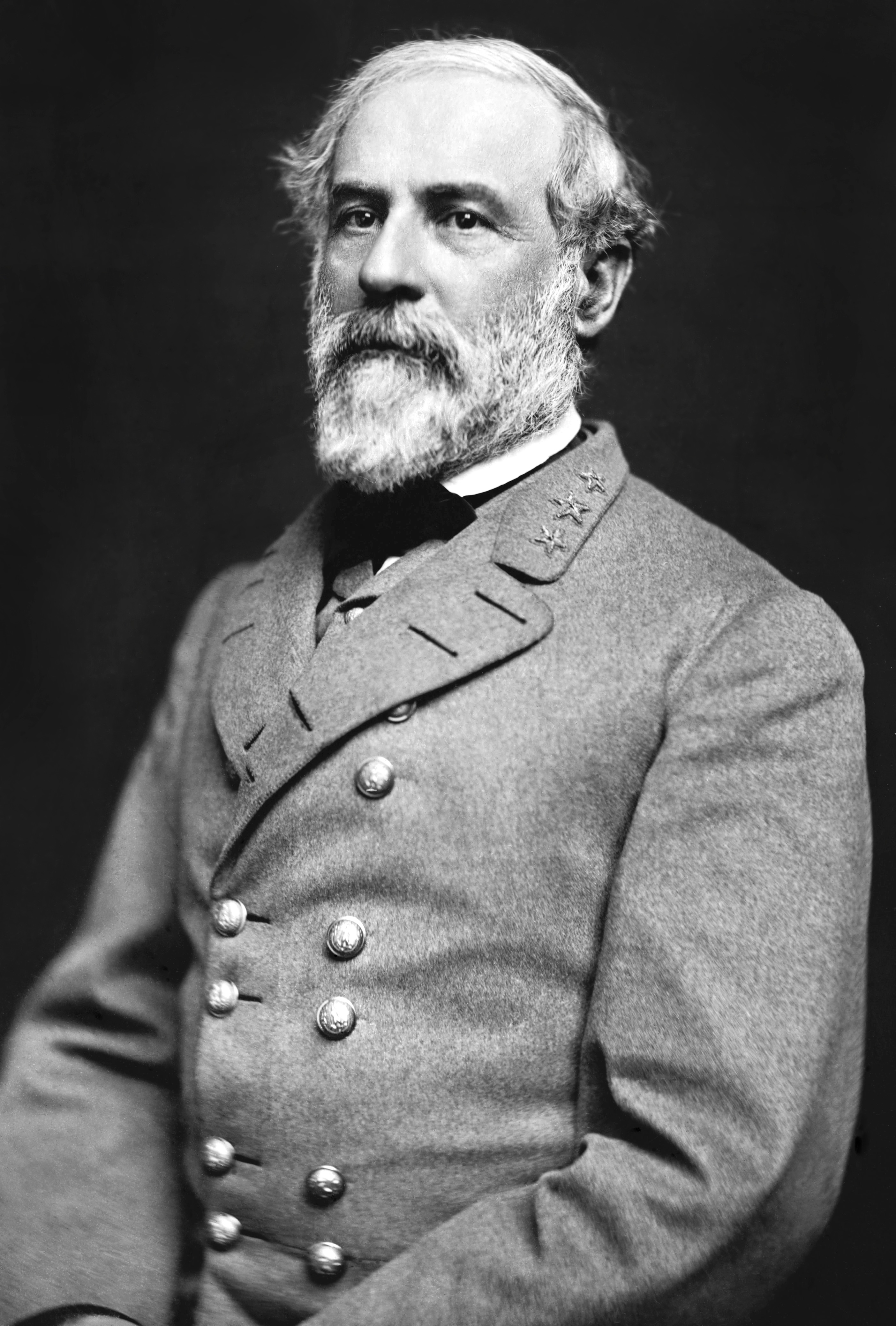
Robert E. Lee sera blâmé pour les défaites confédérées en Virginie-Occidentale.

L'armée de l'Union occupera la région occidentale de la Virginie pendant le reste de la guerre, malgré plusieurs raids confédérés dans la région. La Virginie-Occidentale sera par la suite détachée du département de l'Ohio et il sera créé un nouveau département de la Virginie-Occidentale. La convention de Wheeling organise finalement un nouveau gouvernement de l'État pour la région, qui sera admis dans l'Union en tant que l'État de Virginie-Occidentale en 1863. En raison de ses victoires en Virginie-Occidentale, la réputation de McClellan grandit rapidement dans le Nord, où les journaux l'appellent la « jeune Napoléon ». À la suite de la défaite de l'Union lors de la première bataille de Bull Run, il est nommé au commandement de l'armée du Potomac,.
Lee est plus critiqué dans la presse en raison de sa défaite en Virginie-Occidentale. Appelé par la presse et les soldats « Granny Lee » (« Mamie Lee ») et « Evacuating Lee » (« Lee qui évacue »), il est transféré en Caroline du Sud pour superviser la construction des fortifications côtières. Le reste des forces en Virginie-Occidentale est organisé en l'armée du Nord-Ouest jusqu'à ce qu'elle soit incluse dans le district de la vallée de l'armée de Virginie du Nord.